# Podbrezová
Podbrezová (Hongaars: Zólyombrézó) is een Slowaakse gemeente in de regio Banská Bystrica, en maakt deel uit van het district Brezno.
Podbrezová telt 4.088 inwoners.

## Sport
Podbrezová is de thuisbasis van de in 1920 opgerichte voetbalclub ŽP Šport Podbrezová, die in het voorjaar van 2014 voor het eerst in haar bestaan promoveerde naar de hoogste afdeling van het Slowaakse profvoetbal, de Corgoň Liga.
Bacúch · Beňuš · Braväcovo · Brezno (hoofdstad) · Bystrá · Čierny Balog · Dolná Lehota · Drábsko · Heľpa · Horná Lehota · Hronec · Jasenie · Lom nad Rimavicou · Michalová · Mýto pod Ďumbierom · Nemecká · Osrblie · Podbrezová · Pohorelá · Pohronská Polhora · Polomka · Predajná · Sihla · Šumiac · Telgárt · Valaská · Vaľkovňa · Závadka nad Hronom